# AFC Champions League 2014
Die AFC Champions League 2014 war die 12. Spielzeit des wichtigsten asiatischen Wettbewerbs für Vereinsmannschaften im Fußball unter dieser Bezeichnung und die 33. insgesamt. Am Wettbewerb nahmen 47 Klubs aus 19 Landesverbänden teil.
Die Saison begann mit der ersten Qualifikationsrunde am 29. Januar und wurde mit dem Rückspiel des Finales am 1. November 2014 im König-Fahd-Stadion in Riad, der Hauptstadt von Saudi-Arabien, beendet. Western Sydney Wanderers gewann den Wettbewerb durch ein 1:0 im Hinspiel und ein 0:0 im Rückspiel gegen al-Hilal und qualifizierte sich damit für die FIFA-Klub-Weltmeisterschaft 2014. Titelverteidiger Guangzhou Evergrande war im Viertelfinale gegen den späteren Sieger ausgeschieden.

## Qualifikation

### Teilnahmeberechtigte Länder
Die AFC legte die teilnahmeberechtigten Verbandsmitgliedern am 26. November 2013 fest.
Folgende Kriterien wurden am 12. März 2013 vorgeschlagen:
- Die besten 23 Verbände dürfen sich für den Wettbewerb bewerben. Sie erhalten Punkte gemäß dem AFC-Punktesystem.
- Die Ost- und Westzonen erhalten jeweils 14 Plätze in der Gruppenphase. Die verbliebenen 2 Plätzen pro Zone werden durch die Playoffs entschieden.
- Jeder Verband muss mindestens 600 von 1000 möglichen Punkten erreichen, um Mannschaften an die AFC Champions League zu entsenden.
- Die Plätze für die Gruppenphase und die Playoffs werden nach folgender Rangierung vergeben:
  - Die beiden bestplatzierten Verbände erhalten vier Startplätze in der Gruppenphase.
  - Die drittplatzierten Verbände erhalten drei Startplätze in der Gruppenphase und einen Playoff-Platz.
  - Die viertplatzierten Verbände erhalten zwei Startplätze in der Gruppenphase und zwei Playoff-Plätze.
  - Die fünftplatzierten Verbände erhalten einen Startplatz in der Gruppenphase und zwei Playoff-Platze.
  - Die Verbände zwischen Platz sechs und elf erhalten einen Playoff-Platz.
- Der Maximalanzahl von Vereinen aus einem Verband darf nicht mehr als einen Drittel der Gesamtzahl der Vereine der ersten Liga sein (z. B. Australien darf nicht mehr als 3 Mannschaften haben, weil die A-League nur 9 Mannschaften hat).
- Die AFC-Cup-Sieger und Finalisten erhalten einen Playoff-Platz, unabhängig vom Ranking ihres Verbandes, soweit die Klubs die Minimumkriterien erfüllen.

Am 26. November 2013 wurden die Startplätze für die AFC Champions League 2014 festgelegt. Die 47 Startplätze (28 Gruppenphase und 19 Playoff-Plätze) wurden auf Grund der oben genannten Kriterien vergeben, jedoch wurde teilweise leicht davon abgewichen.
| Startplätze für die AFC Champions League 2014 | Startplätze für die AFC Champions League 2014            |
| --------------------------------------------- | -------------------------------------------------------- |
|                                               | Kriterien erfüllt (> 600 Punkte)                         |
|                                               | Kriterien nicht erfüllt, trotzdem Startplätze erhalten   |
|                                               | Kriterien nicht angewandt, trotzdem Startplätze erhalten |

| Rang   | Verbands- mitglied           | Punkte | Startplätze  | Startplätze | Startplätze | Startplätze |
| Rang   | Verbands- mitglied           | Punkte | Gruppenphase | Play-off    | Play-off    | Play-off    |
| Rang   | Verbands- mitglied           | Punkte | Gruppenphase | Runde 3     | Runde 2     | Runde 1     |
| ------ | ---------------------------- | ------ | ------------ | ----------- | ----------- | ----------- |
| 1      | Iran                         | 908.47 | 4            | 0           | 0           | 0           |
| 2      | Saudi-Arabien                | 869.62 | 4            | 0           | 0           | 0           |
| 3      | Vereinigte Arabische Emirate | 848.94 | 3            | 0           | 1           | 0           |
| 4      | Katar                        | 848.56 | 2            | 0           | 2           | 0           |
| 5      | Usbekistan                   | 693.38 | 1            | 0           | 2           | 0           |
| 6      | Indien                       | 526.55 | 0            | 0           | 0           | 1           |
| 7      | Jordanien                    | 500.89 | 0            | 0           | 0           | 1           |
| 8      | Oman                         | 390.02 | 0            | 0           | 0           | 1           |
| 9      | Bahrain                      | 253.67 | 0            | 0           | 0           | 1           |
| 10     | Irak                         | —      | 0            | 0           | 0           | 1           |
| 10     | Kuwait                       | —      | 0            | 0           | 0           | 21+1 2      |
| Gesamt | Gesamt                       | Gesamt | 14           | 0           | 5           | 16 1        |
| Gesamt | Gesamt                       | Gesamt | 14           | 11          |             |             |

| Rang   | Verbands- mitglied  | Punkte | Startplätze  | Startplätze | Startplätze | Startplätze |
| Rang   | Verbands- mitglied  | Punkte | Gruppenphase | Play-off    | Play-off    | Play-off    |
| Rang   | Verbands- mitglied  | Punkte | Gruppenphase | Runde 3     | Runde 2     | Runde 1     |
| ------ | ------------------- | ------ | ------------ | ----------- | ----------- | ----------- |
| 1      | Japan               | 935.30 | 4            | 0           | 0           | 0           |
| 2      | Südkorea            | 887.45 | 4            | 0           | 0           | 0           |
| 3      | Volksrepublik China | 843.54 | 3            | 1           | 0           | 0           |
| 4      | Australien          | 804.08 | 2            | 1           | 0           | 0           |
| 5      | Thailand            | 601.20 | 1            | 0           | 2           | 0           |
| 6      | Singapur            | 438.34 | 0            | 0           | 0           | 1           |
| 7      | Hongkong            | 408.02 | 0            | 0           | 0           | 1           |
| 8      | Vietnam             | 301.31 | 0            | 0           | 0           | 1           |
| Gesamt | Gesamt              | Gesamt | 14           | 2           | 2           | 14 1        |
| Gesamt | Gesamt              | Gesamt | 14           | 8           |             |             |

Bemerkungen

## Qualifizierte Mannschaften
Folgende Mannschaften haben sich qualifiziert:
| Mannschaft                                             | Qualifiziert über                                      |
| direkt qualifiziert für die Gruppenphase (Gruppen A–D) | direkt qualifiziert für die Gruppenphase (Gruppen A–D) |
| ------------------------------------------------------ | ------------------------------------------------------ |
| Esteghlal Teheran                                      | Meister Iranian Pro League 2012/2013                   |
| Sepahan Isfahan                                        | Gewinner Hazfi Cup 2013                                |
| Tractor Sazi Täbris                                    | Zweiter Iranian Pro League 2012/2013                   |
| Foolad Ahvaz                                           | Vierter Iranian Pro League 2012/2013                   |
| al-Fateh                                               | Meister Saudi Professional League 2012/13              |
| al-Ittihad                                             | Gewinner King Cup of Champions 2013                    |
| al-Hilal                                               | Zweiter Saudi Professional League 2012/13              |
| al-Shabab                                              | Dritter Saudi Professional League 2012/13              |
| al-Ain                                                 | Meister UAE Arabian Gulf League 2012/13                |
| al-Ahli                                                | Gewinner UAE President’s Cup 2013                      |
| al-Jazira                                              | Dritter UAE Arabian Gulf League 2012/13                |
| al-Sadd                                                | Meister Qatar Stars League 2012/13                     |
| al-Rayyan                                              | Gewinner Emir of Qatar Cup 2013                        |
| Bunyodkor Taschkent                                    | Meister Usbekische Liga 2013                           |
| Teilnehmer Qualifikationsrunde                         |                                                        |
| qualifiziert für die zweite Runde                      |                                                        |
| Baniyas                                                | Vierter UAE Arabian Gulf League 2012/13                |
| Lekhwiya                                               | Zweiter Qatar Stars League 2012/13                     |
| al-Jaish                                               | Dritter Qatar Stars League 2012/13                     |
| Lokomotiv Taschkent                                    | Zweiter Usbekische Liga 2013                           |
| Nasaf Karschi                                          | Dritter Usbekische Liga 2013                           |
| qualifiziert für die erste Runde                       |                                                        |
| Shabab al-Ordon                                        | Meister Jordanische 1. Liga 2012/13                    |
| Al-Suwaiq                                              | Meister Omani League 2012/13                           |
| al-Hidd                                                | Dritter Bahraini Premier League 2012/13                |
| al-Shorta                                              | Meister Iraqi Super League 2012/13                     |
| al-Kuwait                                              | Meister Kuwaiti Premier League 2012/13                 |
| al-Qadsia                                              | Zweiter Kuwaiti Premier League 2012/13                 |

| Mannschaft                                             | Qualifiziert über                                      |
| direkt qualifiziert für die Gruppenphase (Gruppen E–H) | direkt qualifiziert für die Gruppenphase (Gruppen E–H) |
| ------------------------------------------------------ | ------------------------------------------------------ |
| Sanfrecce Hiroshima                                    | Meister J. League 2013                                 |
| Yokohama F. Marinos                                    | Gewinner Emperor’s Cup 2013                            |
| Kawasaki Frontale                                      | Dritter J. League 2013                                 |
| Cerezo Osaka                                           | Vierter J. League 2013                                 |
| Pohang Steelers                                        | Meister K League Classic 2013                          |
| Ulsan Hyundai                                          | Zweiter K League Classic 2013                          |
| Jeonbuk Hyundai Motors                                 | Dritter K League Classic 2013                          |
| FC Seoul                                               | Vierter K League Classic 2013                          |
| Guangzhou Evergrande                                   | Meister Chinese Super League 2013                      |
| Guizhou Renhe                                          | Gewinner CFA Cup 2013                                  |
| Shandong Luneng Taishan                                | Zweiter Chinese Super League 2013                      |
| Western Sydney Wanderers                               | Erster A-League 2012/13                                |
| Central Coast Mariners                                 | Gewinner Grand Final A-League 2012/13                  |
| Buriram United                                         | Meister Thai Premier League 2013                       |
| Teilnehmer Qualifikationsrunde                         |                                                        |
| qualifiziert für die dritte Runde                      |                                                        |
| Beijing Guoan                                          | Dritter Chinese Super League 2013                      |
| Melbourne Victory                                      | Dritter A-League 2012/13                               |
| qualifiziert für die zweite Runde                      |                                                        |
| Muangthong United                                      | Zweiter Thai Premier League 2013                       |
| FC Chonburi                                            | Dritter Thai Premier League 2013                       |
| qualifiziert für die erste Runde                       |                                                        |
| Pune                                                   | Zweiter I-League 2012/13                               |
| Tampines Rovers                                        | Meister S. League 2013                                 |
| South China                                            | Meister Hong Kong First Division League 2013           |
| Hà Nội T&T                                             | Meister V-League 2012/13                               |

Bemerkungen
- Bei Teams, welche sich über mehrere Wettbewerbe qualifiziert haben, wird nur der jeweils höhere Titel angegeben.

## Modus

### Gruppenphase
In der Gruppenphase spielten 32 Mannschaften in acht Gruppen mit jeweils vier Teams im Ligamodus (Hin- und Rückspiel). Dabei wurden die Mannschaften nach geographischen Gesichtspunkten aufgeteilt. In den Gruppen A bis D spielten die Teams aus West- und Zentralasien, in den Gruppen E bis H traten die Mannschaften aus Ost- und Südostasien an. Die beiden Gruppenersten qualifizierten sich für die Finalrunde der letzten 16. Das Turnier wurde mit der Drei-Punkte-Regel ausgetragen.

### Finalrunde
Das Viertelfinale wurde ausgelost, es konnten jedoch nicht zwei Mannschaften aus einem Land direkt aufeinandertreffen. Die Mannschaften spielten im K.-o.-System mit Hin- und Rückspiel den Turniersieger aus, wobei die Auswärtstorregel galt. Stand auch im Rückspiel nach regulärer Spielzeit und Verlängerung kein Sieger fest, wurde der Sieger im Elfmeterschießen ermittelt.
Der Turniersieger qualifizierte sich für die FIFA-Klub-Weltmeisterschaft 2014 in Marokko.

## Spielplan
- Erste Qualifikationsrunde: 2. Februar
- Zweite Qualifikationsrunde: 8. Februar
- Dritte Qualifikationsrunde: 15. Februar
- Gruppenphase: 25./26. Februar, 11./12. März, 18./19. März, 1./2. April, 15./16. April, 22./23. April
- Achtelfinale: 6./7. Mai, 13./14. Mai
- Viertelfinale: 19./20. August und 26./27. August
- Halbfinale: 16./17. September und 30. September/1. Oktober
- Finale: 25. Oktober und 1. November

## Qualifikationsrunde

### Erste Runde
|                 | Ergebnis  |             |
| Westasien       | Westasien | Westasien   |
| --------------- | --------- | ----------- |
| Al-Suwaiq       | 0:1       | al-Qadsia   |
| Shabab al-Ordon | 1:3 n. V. | al-Hidd     |
| al-Kuwait       | 1:0       | al-Shorta   |
| Ostasien        |           |             |
| Tampines Rovers | 1:2 n. V. | South China |
| Pune            | 0:3       | Hà Nội T&T  |

### Zweite Runde
|                     | Ergebnis  |               |
| Westasien           | Westasien | Westasien     |
| ------------------- | --------- | ------------- |
| Baniyas             | 0:4       | al-Qadsia     |
| al-Jaish            | 5:1       | Nasaf Karschi |
| Lekhwiya            | 2:1       | al-Hidd       |
| Lokomotiv Taschkent | 1:3       | al-Kuwait     |
| Ostasien            |           |               |
| FC Chonburi         | 3:0       | South China   |
| Muangthong United   | 2:0       | Hà Nội T&T    |

### Dritte Runde
|                   | Ergebnis  |                   |
| Westasien         | Westasien | Westasien         |
| ----------------- | --------- | ----------------- |
| al-Jaish          | 3:0       | al-Qadsia         |
| Lekhwiya          | 4:1       | al-Kuwait         |
| Ostasien          |           |                   |
| Beijing Guoan     | 4:0       | FC Chonburi       |
| Melbourne Victory | 2:1       | Muangthong United |

## Gruppenphase
Die Gruppenphase wurde ebenfalls am 10. Dezember 2013 ausgelost. Die 32 Mannschaften wurden in acht Gruppen mit je vier Teilnehmern gelost. Teams aus demselben Land konnten nicht in dieselbe Gruppe gelost werden. Jeder spielte gegen jeden ein Hin- und ein Rückspiel. Die beiden besten Mannschaften jeder Gruppe erreichten das Achtelfinale.
Die Tabellen wurden nach folgenden Regeln erstellt:
1. Anzahl Punkte (Sieg 3 Punkte, unentschieden ein Punkt, Niederlage 0 Punkte)
2. Punkte aus Direktbegegnungen
3. Anzahl erzielte Treffer in Direktbegegnung
4. Tordifferenz in allen Begegnungen der Gruppe
5. Anzahl erzielte Treffer in allen Begegnungen der Gruppe
6. Elfmeterschießen der betreffenden Teams (nur im Anschluss an die Direktbegegnung am Ende der Gruppenphase)
7. niedriger Fairplay-Wert (ein Punkt für jede gelbe Karte, 3 Punkte für jede rote Karte, 3 Punkte für jede rot-gelbe Karte, 4 Punkte für jede gelbe Karte in deren Anschluss direkt eine rote Karte gezeigt wird)
8. Los-Entscheid

### Gruppe A
| Pl. | Verein            | Sp. | S | U | N | Tore    | Diff. | Punkte |
| --- | ----------------- | --- | - | - | - | ------- | ----- | ------ |
| 1.  | al-Shabab         | 6   | 5 | 0 | 1 | 012:800 | +4    | 15     |
| 2.  | al-Jazira         | 6   | 3 | 1 | 2 | 012:100 | +2    | 10     |
| 3.  | Esteghlal Teheran | 6   | 2 | 1 | 3 | 007:700 | ±0    | 07     |
| 4.  | al-Rayyan         | 6   | 1 | 0 | 5 | 009:150 | −6    | 03     |

|                   |     | al-Rayyan | al-Jazira | al-Shabab |
| ----------------- | --- | --------- | --------- | --------- |
| Esteghlal Teheran |     | 3:1       | 2:2       | 0:1       |
| al-Rayyan         | 1:0 |           | 2:3       | 0:2       |
| al-Jazira         | 0:1 | 3:2       |           | 1:2       |
| al-Shabab         | 2:1 | 4:3       | 1:3       |           |

### Gruppe B
| Pl. | Verein              | Sp. | S | U | N | Tore    | Diff. | Punkte |
| --- | ------------------- | --- | - | - | - | ------- | ----- | ------ |
| 1.  | Foolad Ahvaz        | 6   | 4 | 2 | 0 | 011:300 | +8    | 14     |
| 2.  | Bunyodkor Taschkent | 6   | 2 | 2 | 2 | 007:700 | ±0    | 08     |
| 3.  | al-Jaish            | 6   | 2 | 2 | 2 | 006:600 | ±0    | 08     |
| 4.  | al-Fateh            | 6   | 0 | 2 | 4 | 003:110 | −8    | 02     |

| al-Fateh     |     | 1:5 | 0:0 | 0:0 |
| Foolad Ahvaz | 1:0 |     | 3:1 | 1:0 |
| al-Jaish     | 2:0 | 0:0 |     | 1:2 |
| Bunyodkor    | 3:2 | 1:1 | 1:2 |     |

### Gruppe C
| Pl. | Verein              | Sp. | S | U | N | Tore    | Diff. | Punkte |
| --- | ------------------- | --- | - | - | - | ------- | ----- | ------ |
| 1.  | al-Ain              | 6   | 3 | 2 | 1 | 014:700 | +7    | 11     |
| 2.  | al-Ittihad          | 6   | 3 | 1 | 2 | 008:600 | +2    | 10     |
| 3.  | Lekhwiya            | 6   | 2 | 1 | 3 | 005:100 | −5    | 07     |
| 4.  | Tractor Sazi Täbris | 6   | 1 | 2 | 3 | 004:800 | −4    | 05     |

|            |     |     | Tractor Sazi Täbris |     |
| ---------- | --- | --- | ------------------- | --- |
| al-Ain     |     | 1:1 | 3:1                 | 2:1 |
| al-Ittihad | 2:1 |     | 2:0                 | 3:1 |
| Tractor    | 2:2 | 1:0 |                     | 0:1 |
| Lekhwiya   | 0:5 | 2:0 | 0:0                 |     |

### Gruppe D
| Pl. | Verein          | Sp. | S | U | N | Tore    | Diff. | Punkte |
| --- | --------------- | --- | - | - | - | ------- | ----- | ------ |
| 1.  | al-Hilal        | 6   | 2 | 3 | 1 | 012:700 | +5    | 09     |
| 2.  | al-Sadd         | 6   | 2 | 2 | 2 | 008:140 | −6    | 08     |
| 3.  | al-Ahli         | 6   | 1 | 4 | 1 | 006:600 | ±0    | 07     |
| 4.  | Sepahan Isfahan | 6   | 2 | 1 | 3 | 009:800 | +1    | 07     |

|                 | al-Sadd |     | Al-Hilal | Sepahan Isfahan |
| --------------- | ------- | --- | -------- | --------------- |
| al-Sadd         |         | 2:1 | 2:2      | 3:1             |
| al-Ahli         | 1:1     |     | 0:0      | 0:0             |
| al-Hilal        | 5:0     | 2:2 |          | 1:0             |
| Sepahan Isfahan | 4:0     | 1:2 | 3:2      |                 |

### Gruppe E
| Pl. | Verein                  | Sp. | S | U | N | Tore    | Diff. | Punkte |
| --- | ----------------------- | --- | - | - | - | ------- | ----- | ------ |
| 1.  | Pohang Steelers         | 6   | 3 | 3 | 0 | 011:600 | +5    | 12     |
| 2.  | Cerezo Osaka            | 6   | 2 | 2 | 2 | 010:900 | +1    | 08     |
| 3.  | Buriram United          | 6   | 1 | 3 | 2 | 005:900 | −4    | 06     |
| 4.  | Shandong Luneng Taishan | 6   | 1 | 2 | 3 | 009:110 | −2    | 05     |

|                         | Pohang Steelers |     | Shandong Luneng Taishan | Cerezo Osaka |
| ----------------------- | --------------- | --- | ----------------------- | ------------ |
| Pohang Steelers         |                 | 0:0 | 2:2                     | 1:1          |
| Buriram United          | 1:2             |     | 1:0                     | 2:2          |
| Shandong Luneng Taishan | 2:4             | 1:1 |                         | 1:2          |
| Cerezo Osaka            | 0:2             | 4:0 | 1:3                     |              |

### Gruppe F
| Pl. | Verein                 | Sp. | S | U | N | Tore    | Diff. | Punkte |
| --- | ---------------------- | --- | - | - | - | ------- | ----- | ------ |
| 1.  | FC Seoul               | 6   | 3 | 2 | 1 | 009:600 | +3    | 11     |
| 2.  | Sanfrecce Hiroshima    | 6   | 2 | 3 | 1 | 009:800 | +1    | 09     |
| 3.  | Beijing Guoan          | 6   | 1 | 3 | 2 | 007:800 | −1    | 06     |
| 4.  | Central Coast Mariners | 6   | 2 | 0 | 4 | 004:700 | −3    | 06     |

|               | Sanfrecce Hiroshima | Central Coast Mariners | FC Seoul | Beijing Guoan |
| ------------- | ------------------- | ---------------------- | -------- | ------------- |
| Sanfrecce     |                     | 1:0                    | 2:1      | 1:1           |
| Central Coast | 2:1                 |                        | 0:1      | 1:0           |
| FC Seoul      | 2:2                 | 2:0                    |          | 2:1           |
| Beijing Guoan | 2:2                 | 2:1                    | 1:1      |               |

### Gruppe G
| Pl. | Verein                 | Sp. | S | U | N | Tore    | Diff. | Punkte |
| --- | ---------------------- | --- | - | - | - | ------- | ----- | ------ |
| 1.  | Guangzhou Evergrande   | 6   | 3 | 1 | 2 | 010:800 | +2    | 10     |
| 2.  | Jeonbuk Hyundai Motors | 6   | 2 | 2 | 2 | 008:700 | +1    | 08     |
| 3.  | Melbourne Victory      | 6   | 2 | 2 | 2 | 009:900 | ±0    | 08     |
| 4.  | Yokohama F. Marinos    | 6   | 2 | 1 | 3 | 007:100 | −3    | 07     |

|           |     | Yokohama F. Marinos | Jeonbuk Hyundai Motors | Melbourne Victory |
| --------- | --- | ------------------- | ---------------------- | ----------------- |
| Guangzhou |     | 2:1                 | 3:1                    | 4:2               |
| Yokohama  | 1:1 |                     | 2:1                    | 3:2               |
| Jeonbuk   | 1:0 | 3:0                 |                        | 0:0               |
| Melbourne | 2:0 | 1:0                 | 2:2                    |                   |

### Gruppe H
| Pl. | Verein                   | Sp. | S | U | N | Tore    | Diff. | Punkte |
| --- | ------------------------ | --- | - | - | - | ------- | ----- | ------ |
| 1.  | Western Sydney Wanderers | 6   | 4 | 0 | 2 | 011:500 | +6    | 12     |
| 2.  | Kawasaki Frontale        | 6   | 4 | 0 | 2 | 007:500 | +2    | 12     |
| 3.  | Ulsan Hyundai            | 6   | 2 | 1 | 3 | 008:100 | −2    | 07     |
| 4.  | Guizhou Renhe F.C.       | 6   | 1 | 1 | 4 | 004:100 | −6    | 04     |

|                    | Western Sydney Wanderers | Guizhou Renhe F.C. |     |     |
| ------------------ | ------------------------ | ------------------ | --- | --- |
| Western Sydney     |                          | 5:0                | 1:0 | 1:3 |
| Guizhou Renhe F.C. | 0:1                      |                    | 0:1 | 3:1 |
| Kawasaki Frontale  | 2:1                      | 1:0                |     | 3:1 |
| Ulsan Hyundai      | 0:2                      | 1:1                | 2:0 |     |

## Finalrunde

### Achtelfinale
Die Hinspiele fanden am 6. und 7. Mai statt, die Rückspiele am 13. und 14. Mai. In der Runde der letzten 16 spielten die Gruppensieger gegen Zweitplatzierte jeweils einer anderen Gruppe derselben Zone. Die Gruppensieger hatten beim Rückspiel Heimvorteil.
|                        | Gesamt    |                          | Hinspiel | Rückspiel |
| ---------------------- | --------- | ------------------------ | -------- | --------- |
| al-Ittihad             | 4:1       | al-Shabab                | 1:0      | 3:1       |
| al-Jazira Club         | 2:4       | al-Ain                   | 1:2      | 1:2       |
| al-Sadd                | (a)2:2(a) | Foolad Ahvaz             | 0:0      | 2:2       |
| Bunyodkor Taschkent    | 0:4       | al-Hilal                 | 0:1      | 0:3       |
| Jeonbuk Hyundai Motors | 1:3       | Pohang Steelers          | 1:2      | 0:1       |
| Cerezo Osaka           | 2:5       | Guangzhou Evergrande     | 1:5      | 1:0       |
| Kawasaki Frontale      | (a)4:4(a) | FC Seoul                 | 2:3      | 2:1       |
| Sanfrecce Hiroshima    | (a)3:3(a) | Western Sydney Wanderers | 3:1      | 0:2       |

### Viertelfinale
Die Hinspiele fanden am 19. und 20. August statt, die Rückspiele am 26. und 27. August. In der Runde der letzten 8 spielten Mannschaften derselben Zone gegeneinander.
|                          | Gesamt          |                      | Hinspiel | Rückspiel |
| ------------------------ | --------------- | -------------------- | -------- | --------- |
| al-Hilal                 | 1:0             | al-Sadd              | 1:0      | 0:0       |
| al-Ain                   | 5:1             | al-Ittihad           | 2:0      | 3:1       |
| Pohang Steelers          | 0:0 (0:3 i. E.) | FC Seoul             | 0:0      | 0:0 n. V. |
| Western Sydney Wanderers | (a)2:2(a)       | Guangzhou Evergrande | 1:0      | 1:2       |

### Halbfinale
Die Hinspiele fanden am 16. und 17. September, die Rückspiele am 30. September und 1. Oktober statt.
|          | Gesamt |                          | Hinspiel | Rückspiel |
| -------- | ------ | ------------------------ | -------- | --------- |
| al-Hilal | 4:2    | al-Ain                   | 3:0      | 1:2       |
| FC Seoul | 0:2    | Western Sydney Wanderers | 0:0      | 0:2       |

### Finale

#### Hinspiel
| Western Sydney Wanderers                                            | Western Sydney Wanderers | al-Hilal | al-Hilal |
| ------------------------------------------------------------------- | --- | --- | -------- |
| Western Sydney Wanderers                                            | \| 25. Oktober 2014 um 19:30 Uhr (AEDT) in Sydney (Parramatta Stadium) \| \| Ergebnis: 1:0 (0:0) \| \| Zuschauer: 20.053 \| \| Schiedsrichter: Alireza Faghani ( Iran) \|                                                                                           | \| 25. Oktober 2014 um 19:30 Uhr (AEDT) in Sydney (Parramatta Stadium) \| \| Ergebnis: 1:0 (0:0) \| \| Zuschauer: 20.053 \| \| Schiedsrichter: Alireza Faghani ( Iran) \| | al-Hilal |
| Western Sydney Wanderers                                            | Ante Covic – Shannon Cole (83. Vitor Saba), Brendan Hamill, Nikolai Topor-Stanley , Antony Golec – Iacopo La Rocca, Mateo Poljak (76. Matthew Spiranovic), Daniel Mullen – Brendon Šantalab (58. Tomi Juric), Mark Bridge, Labinot Haliti Cheftrainer: Tony Popovic | Abdullah Al-Sudairy – Yasser Al-Shahrani, Kwak Tae-hwi, Digão, Abdullah Al-Zori – Doru Pintili, Saud Kariri – Salem Al-Dawsari (90.+1’ Yousef Al-Salem), Thiago Neves, Salman Al-Faraj (80. Nawaf Al-Abed) – Nasser Al-Shamrani Cheftrainer: Laurențiu Reghecampf ( Rumänien) | al-Hilal |
| Western Sydney Wanderers                                            | 1:0 Juric (64.) | | al-Hilal |
| Western Sydney Wanderers                                            | Poljak (31.), Šantalab (43.) | Al-Sudairy (53.), Neves (74.) | al-Hilal |
| 25. Oktober 2014 um 19:30 Uhr (AEDT) in Sydney (Parramatta Stadium) | | |          |
| Ergebnis: 1:0 (0:0)                                                 | | |          |
| Zuschauer: 20.053                                                   | | |          |
| Schiedsrichter: Alireza Faghani ( Iran)                             | | |          |

#### Rückspiel
| al-Hilal                                                         | al-Hilal | Western Sydney Wanderers | Western Sydney Wanderers |
| ---------------------------------------------------------------- | --- | --- | ------------------------ |
| al-Hilal                                                         | \| 1. November 2014 um 19:50 Uhr (AST) in Riad (König-Fahd-Stadion) \| \| Ergebnis: 0:0 \| \| Zuschauer: 63.763 \| \| Schiedsrichter: Yūichi Nishimura ( Japan) \| | \| 1. November 2014 um 19:50 Uhr (AST) in Riad (König-Fahd-Stadion) \| \| Ergebnis: 0:0 \| \| Zuschauer: 63.763 \| \| Schiedsrichter: Yūichi Nishimura ( Japan) \| | Western Sydney Wanderers |
| al-Hilal                                                         | Abdullah Al-Sudairy – Yasser Al-Shahrani, Digão, Kwak Tae-hwi, Salman Al-Faraj – Nawaf Al-Abed (87. Abdullah Al-Zori), Saud Kariri (57. Yasser Al-Qahtani), Doru Pintili, Salem Al-Dawsari – Thiago Neves (76. Mohammad asch-Schalhub) – Nasser Al-Shamrani Cheftrainer: Laurențiu Reghecampf ( Rumänien) | Ante Covic – Shannon Cole, Brendan Hamill, Nikolai Topor-Stanley , Antony Golec – Mark Bridge, Mateo Poljak, Iacopo La Rocca (76. Matthew Spiranovic), Labinot Haliti – Kwabena Appiah-Kubi (48. Vitor Saba) – Brendon Šantalab (58. Tomi Juric) Cheftrainer: Tony Popovic | Western Sydney Wanderers |
| al-Hilal                                                         | Al-Sudairy (90.+1') | | Western Sydney Wanderers |
| 1. November 2014 um 19:50 Uhr (AST) in Riad (König-Fahd-Stadion) | | |                          |
| Ergebnis: 0:0                                                    | | |                          |
| Zuschauer: 63.763                                                | | |                          |
| Schiedsrichter: Yūichi Nishimura ( Japan)                        | | |                          |

## Beste Torschützen
| Rang | Spieler            | Klub                    | Tore |
| ---- | ------------------ | ----------------------- | ---- |
| 1    | Asamoah Gyan       | al-Ain                  | 12   |
| 2    | Nasser Al-Shamrani | al-Hilal                | 10   |
| 3    | Chimba             | Foolad FC               | 6    |
|      | Mukhtar Fallatah   | Ittihad FC              | 6    |
|      | Elkeson            | Guangzhou Evergrande    | 6    |
| 6    | Seung-Dae Kim      | Pohang Steelers         | 5    |
|      | Vágner Love        | Shandong Luneng Taishan | 5    |